# Jenny-Wanda Barkmann
Pour un article plus général, voir Procès du Stutthof.
Jenny-Wanda Barkmann  (née en 1922 et morte le 4 juillet 1946, par pendaison judiciaire) est une gardienne de camp de concentration nazi.

## Biographie sommaire
On pense qu'elle a passé son enfance à Hambourg, Allemagne. En 1944, elle devient une gardienne auxiliaire au camp de concentration de Stutthoff SK-III, un camp de femmes, où elle brutalise les détenues, certaines à mort. Elle sélectionne aussi les femmes et les enfants pour les chambres à gaz. Elle fut si sévère que les femmes détenues la surnommèrent le Beau spectre. Elle était considérée comme une meurtrière de « sang froid ».

## Capture et procès

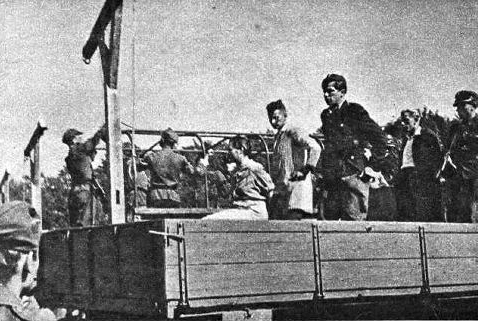
Exécutions à Biskupia Gorka executions : Jenny Wanda Barkmann assise, entravée, face au nœud coulant.

Jenny-Wanda Barkmann est une des accusées jugées au Procès du Stutthof. Elle s'enfuit de Stutthof à l'approche des Soviétiques. Elle fut arrêtée en mai 1945 alors qu'elle tentait de partir à la gare ferroviaire de Gdańsk. Elle devint une accusée dans le procès du Stutthof, où elle et les autres accusés (6 femmes et 9 hommes) vont devoir répondre de leurs crimes dans ce camp. Il a été dit qu'elle n'a pas cessé de pouffer de rire tout au long du procès, flirter avec ses gardiens de prison et se préoccupant de l'ordonnancement de sa coiffure pendant les dépositions de témoins. Elle fut reconnue coupable, après quoi elle déclara que « La vie est un plaisir et les plaisirs sont habituellement courts » .

## Exécution

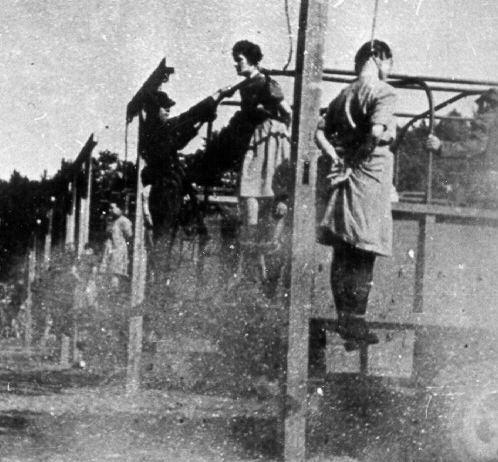
Exécutions à Biskupia Gorka : Jenny Wanda Barkmann vient d'être projetée de la plateforme d'un camion.

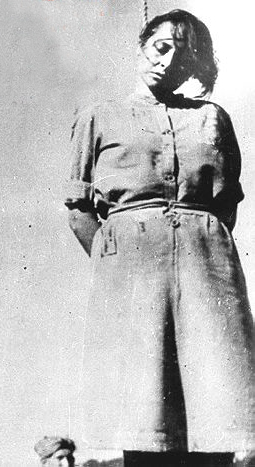
Jenny Wanda Barkmann exécutée.

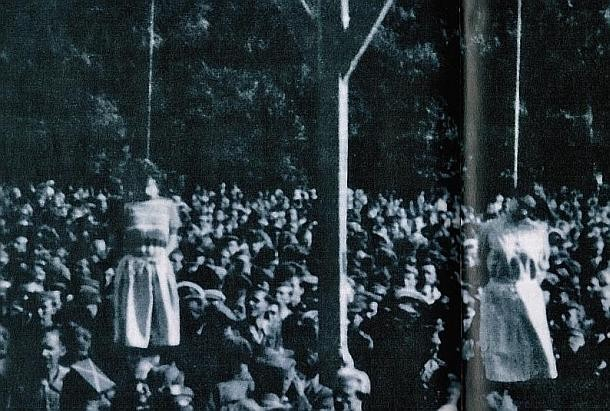
Exécutions à Biskupia Gorka : Ewa Paradies est à gauche et Barkmann à droite.

Elle fut exécutée par pendaison en public en compagnie des 10 autres condamnés du procès sur la colline de Biskupia Gorka près de Gdańsk le 4 juillet 1946. Le sous-officier et commandant des gardiens SS, Johann Pauls, occupait le centre de la triple potence centrale. Elle fut cravatée avec un nœud-coulant et pendue, avec les autres, à la première potence, depuis la plate-forme arrière d'un camion. Elle fut la première à être projetée dans le vide. Elle avait 24 ans. Les photographies disponibles sur Internet la montrent décoiffée.

## Autres accusées du camp de Stutthof
Dans l'ordre de leur suspension aux potences, de gauche vers le centre :
- Jenny-Wanda Barkmann, Aufseherin SS (première à être exécutée) ;
- Ewa Paradies, Aufseherin SS (dernière à être exécutée) ;
- Elisabeth Becker, Aufseherin SS ;
- Wanda Klaff, Aufseherin SS ;
- Gerda Steinhoff, Oberaufseherin SS (potence centrale, à droite du commandant) ;
- Johann Pauls, commandant des gardiens SS.